# Baanwielrennen op de Paralympische Zomerspelen 2020 - Achtervolging vrouwen C1-C3
Het onderdeel achtervolging vrouwen C1-C3 bij het baanwielrennen  tijdens de Paralympische Zomerspelen 2020 vond plaats in de Velodroom van Izu in Izu (Japan). Deze combinatieklasse (C1-3) onder classificatie C is voor fietssters die beperkingen hebben aan de benen, armen en/of romp, maar wel in staat zijn een standaardracefiets te gebruiken. Doordat het een gecombineerde klasse is, werden er in 2021 drie wereldrecords gereden en één Paralympisch record. 

## Opzet competitie
De competitie begint met een kwalificatieronde waarin het een onderlinge race tussen de 15 rensters omvat; alle 15 rensters worden verdeeld in 8 heats (dus 1 heat bestaat uit 2 rensters). De twee snelste rensters in de kwalificatie kwalificeren zich voor de gouden finale, terwijl de derde en vierde snelste zich kwalificeren voor de de bronzen finale, waar ze tegen elkaar zullen racen. De afstand van dit evenement bedraagt 3 km. Zowel de finales als de kwalificatieronde worden op één dag verreden.

## Uitslag

### Kwalificatie
| #  | Heat | Renster | Renster          | Klasse | tijd     | tijd   |
| -- | ---- | ------- | ---------------- | ------ | -------- | ------ |
| 1  | 7    | AUS     | Paige Greco      | C3     | 3:52.283 | WR, GF |
| 2  | 5    | CHN     | Wang Xiaomei     | C3     | 3:55.781 | GF     |
| 3  | 7    | GER     | Denise Schindler | C3     | 3:57.625 | BF     |
| 4  | 8    | USA     | Clara Brown      | C3     | 4:00.183 | BF     |
| 5  | 5    | JPN     | Keiko Sugiura    | C3     | 4:02.834 |        |
| 6  | 6    | SWE     | Anna Beck        | C3     | 4:03.035 |        |
| 7  | 6    | CHN     | Zeng Sini        | C2     | 4:06.263 | WR     |
| 8  | 4    | USA     | Jamie Whitmore   | C3     | 4:11.108 |        |
| 9  | 3    | IRL     | Richael Timothy  | C3     | 4:11.699 |        |
| 10 | 2    | COL     | Daniela Munevar  | C2     | 4:12.080 |        |
| 11 | 4    | NZL     | Sarah Ellington  | C2     | 4:12.506 |        |
| 12 | 8    | NED     | Alyda Norbruis   | C2     | 4:13.727 |        |
| 13 | 3    | AUT     | Yvonne Marzinke  | C2     | 4:29.147 |        |
| 14 | 1    | CHN     | Qian Wangwei     | C1     | 4:31.476 | WR     |
| 15 | 2    | JPN     | Miho Fujii       | C2     | 4:52.254 |        |

### Gouden finale
| #      | Renster | Renster      | Klasse | tijd     | tijd |
| ------ | ------- | ------------ | ------ | -------- | ---- |
| Goud   | AUS     | Paige Greco  | C3     | 3:50.815 | WR   |
| Zilver | CHN     | Wang Xiaomei | C3     | 3:54.975 |      |

### Bronzen finale
| #     | Renster | Renster          | Klasse | tijd     |
| ----- | ------- | ---------------- | ------ | -------- |
| Brons | GER     | Denise Schindler | C3     | 3:55.120 |
| 4     | USA     | Clara Brown      | C3     | 4:01.523 |